# Ханштедт (Ильцен)
Ханштедт (нем. Hanstedt) — община в Германии, в земле Нижняя Саксония.
Входит в состав района Ильцен. Подчиняется управлению Альтес Амт Эбсторф. Население (на 31 декабря 2010 года) составляет 902 человека. Занимает площадь 55,31 км².
Коммуна подразделяется на 9 сельских округов.